# Conflit kurde en Irak

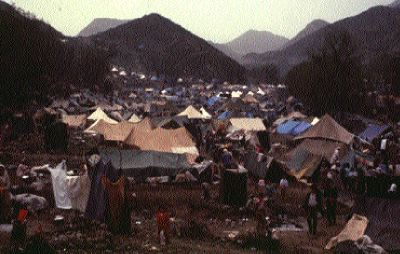
Camps de fortune de réfugiés kurdes, le long de la frontière turco-irakienne, en 1991.

Les Kurdes, peuple sans État, ont développé au XXe siècle un mouvement visant à l'autonomie ou à l'indépendance de la région kurde d'Irak. Ce mouvement, avec sa branche armée, les peshmergas, soutient une série d'insurrections ponctuées de trêves sous la république d'Irak pendant une grande partie du XXe siècle avec une intensification du conflit entre 1961 et 1991. Malgré les dures campagnes de répression menées par l'armée irakienne, ces insurrections aboutissent à l'autonomie de la Région du Kurdistan à partir de 1991 puis de manière renforcée durant les années 2000 après la guerre d'Irak.

## Les Kurdes dans la république d'Irak
Les Kurdes, population montagnarde présente dans la région depuis l'Antiquité, ont longtemps été marginalisés par les États du Moyen-Orient. Ils ont une longue tradition de rebelles et de hors-la-loi, mais ce n'est qu'au XXe siècle qu'ils développent un mouvement national durable en Irak.
Sous le royaume d'Irak, les Kurdes sont la principale minorité ethnique du pays (392 598 personnes sur 2 857 077 habitants soit 13,7% de la population en 1945) et la langue kurde est autorisée par la déclaration de 1932 qui permet son usage officiel dans les districts à majorité kurde mais ils sont opprimés par l'administration hachémite et les grands propriétaires arabes. Plusieurs révoltes kurdes sont étouffées entre 1931 et 1945.
Le coup d'État du général Abdul Karim Qasim, qui renverse la monarchie le 14 juillet 1958, est d'abord bien accueilli par les Kurdes. L'article 2 de la Constitution proclame que « l'État irakien fait partie intégrante de la nation arabe » mais l'article 3 affirme que « les Arabes et les Kurdes sont associés dans cette nation [irakienne]. La Constitution irakienne garantit leurs droits nationaux au sein de l'entité irakienne ». Les milices kurdes aident le régime à écraser un soulèvement des militaires panarabes nassériens à Mossoul (8 et 9 mars 1959).
De 1958 à 1961, les Kurdes d'Irak bénéficient de libertés exceptionnelles dans leur histoire. Ils peuvent militer ouvertement dans leurs propres partis politiques et publier plusieurs journaux kurdes. Leur principal parti est le Parti démocratique du Kurdistan (PDK), sous la présidence nominale de Moustafa Barzani, animateur de la révolte de 1944-1945 puis ministre de la Défense de l'éphémère république de Mahabad au Kurdistan iranien en 1945.

## Première insurrection kurde irakienne (1961-1970)
L'insurrection de 1961 est conduite par Moustapha Barzani et le Parti démocratique du Kurdistan (PDK).
En 1961, les relations entre le gouvernement et les Kurdes se dégradent : le régime ne satisfait pas aux revendications d'autonomie, administration en langue kurde et investissements publics au Kurdistan. Le général Qassem se rapproche des nassériens. En juillet 1961, un conflit local oppose le clan kurde des Zibari, soutenu par Bagdad, aux partisans de Moustafa Barzani ; les chefs Zibari, vaincus, se réfugient en Turquie. En septembre 1961, des soulèvements locaux inorganisés éclatent autour de Souleimaniye, où ils sont rapidement réprimés par l'armée, et autour d'Erbil, où les combats se prolongent jusqu'en décembre. Moustafa Barzani, avec une petite troupe de 660 partisans, s'établit dans la région de Zakho. En décembre 1961, le PDK, après avoir hésité devant la rupture, décide de prendre la tête de l'insurrection.
La direction politique de l'insurrection est compromise par l'incompréhension entre le général Barzani, chef militaire, et les « intellectuels » du PDK. Bien que le parti soit favorable à des réformes sociales, il retarde leur application pour ne pas entrer en conflit avec les chefs tribaux kurdes. Il arrive à préciser son programme d'autonomie. Bien qu'il ait établi des contacts avec l'URSS par l'intermédiaire des communistes irakiens et iraniens, il n'a aucun soutien à l'extérieur à l'exception des Kurdes iraniens qui assurent le ravitaillement du territoire insurgé en armes et en provisions.
Les combattants kurdes appelés peshmergas (« Ceux qui vont au-devant de la mort ») constituent une « Armée révolutionnaire du Kurdistan » qui atteint 7 000 hommes à la fin de 1962. Endurants et disciplinés, ils repoussent plusieurs offensives gouvernementales. L'armée irakienne, affaiblie par les désertions de nombreux soldats kurdes, doit bientôt renoncer à s'engager dans les régions montagneuses et se contente de tenir les villes.
Le conflit est interrompu à plusieurs reprises par les coups d'état qui se succèdent à Bagdad. Le général Qassem est renversé le 8 février 1963 ; le nouveau gouvernement, dirigé par le maréchal autoproclamé Abdel Salam Aref et dominé par le parti Baas, se hâte de conclure une trêve avec les Kurdes qui durera jusqu'en juin 1963. Ayant consolidé sa situation intérieure par l'exécution de Qassem et par une dure répression contre les communistes, le gouvernement baasiste reprend la guerre contre le PDK en juin 1963. Il inaugure dès cette époque sa politique d'arabisation des régions kurdes en expulsant 40 000 habitants kurdes de la province de Kirkouk. La Syrie, gouvernée par la branche locale du parti Baas, envoie une brigade en soutien de l'armée irakienne dans la région de Zakho en octobre-novembre 1963. Mais Aref, par un nouveau coup d'État, se débarrasse de ses alliés baasistes en novembre 1963 et conclut une nouvelle trêve avec le PDK en avril 1964.
Le PDK exerce alors un pouvoir autonome de facto sur un territoire montagneux d'un million d'habitants, adossé aux frontières de Turquie et d'Iran, mais ne comprenant aucune ville importante ; il défendra ce bastion jusqu'en 1975.
Le parti traverse alors une crise intérieure qui conduit à la scission : Jalal Talabani et Ibrahim Ahmad (en) rompent avec Moustafa Barzani en juillet 1964. La plupart des peshmergas, estimés entre 15 000 et 20 000 hommes, restent fidèles à Barzani et seulement un millier d'entre eux rejoignent Talabani. En janvier 1966, Talabani et ses partisans se rallient au gouvernement de Bagdad : ils constituent une milice d'environ 2 000 hommes et, jusqu'au cessez-le-feu de mars 1970, participent aux combats contre leurs anciens frères d'armes du PDK.
En avril 1965, le maréchal Aref rouvre les hostilités. Mais l'armée irakienne, forte de 40 000 à 50 000 hommes, est incapable de venir à bout des peshmergas qui commencent à recevoir une aide matérielle discrète du shah d'Iran. Le maréchal Aref meurt dans un accident d'hélicoptère en avril 1966 ; il est remplacé par son frère, le général Abdul Rahman Aref qui, après une défaite des forces gouvernementales à la bataille du mont Hendrin (mai-juin 1966), conclut un cessez-le-feu avec les Kurdes le 29 juin 1966.
Le 17 juillet 1968, le général Aref est renversé par un nouveau coup d'état baasiste qui porte au pouvoir le général Ahmad Hasan al-Bakr. Des affrontements locaux opposent les Kurdes aux forces gouvernementales et le cessez-le-feu est finalement rompu en janvier 1969. Le 1er mars 1969, les peshmergas conduisent un raid sur les installations de l'Iraq Petroleum Company à Kirkouk, interrompant pour plusieurs semaines les exportations pétrolières de l'Irak. À partir de septembre 1969, des unités de l'armée iranienne viennent appuyer les peshmergas en territoire irakien.
L'épuisement des deux parties les amène à ouvrir des négociations secrètes. En janvier 1970, le vice-président irakien Saddam Hussein vient rencontrer le général Barzani à son quartier général de Nawperdan. Le conflit se conclut par un accord en 15 points entre le régime baasiste et le PDK, signé le 11 mars 1970.

## La paix fragile de 1970-1974
L'accord du 11 mars, accueilli avec enthousiasme par les Kurdes, semble consacrer leur intégration dans l’État irakien. Ils obtiennent la reconnaissance du caractère binational de Irak, les Kurdes (2 millions) partageant le pouvoir avec les Arabes (7 millions) ; la nomination d'un vice-président kurde ; la légalisation du PDK ; la création d'une région kurde dont les limites restent à définir ; l'usage de la langue kurde dans l'administration régionale et dans l'enseignement ; la non-dissolution des peshmergas et, à terme, la création d'une section kurde dans l'armée irakienne. Trois gouverneurs kurdes sont nommés à Dahuk, Erbil et As-Sulaymaniya, et cinq ministres kurdes au gouvernement.
Cependant, l'application de l'accord rencontre des difficultés : le recensement qui devait avoir lieu dans un délai de 6 mois est indéfiniment reporté, laissant en suspens le statut de Kirkouk, province revendiquée par les Kurdes. La nomination d'un vice-président kurde est également reportée, Mohammed Habib Karim, candidat du PDK, étant refusé par Bagdad à cause de ses origines iraniennes. Le régime continue sa politique d’implantation de peuplement arabe autour de Kirkouk et Sinjar tout en refusant la citoyenneté irakienne aux Kurdes Feyli (Kurdes chiites d'origine iranienne) qui seront expulsés d'Irak en septembre 1971. Le 29 septembre 1971, Moustafa Barzani échappe à une tentative d'assassinat au moyen d'engins explosifs portés par une délégation venue de Bagdad.
En même temps, le rapprochement du régime irakien avec l'Union soviétique (en), entériné par un traité de coopération le 8 avril 1972, incite le shah d'Iran, les services israéliens et la CIA à renforcer leur aide aux Kurdes et à les doter d’armement lourd. La guerre israélo-arabe d'octobre 1973, à laquelle participe l'Irak, vient retarder la rupture entre les Kurdes irakiens et Bagdad. Mais les négociations sur l'autonomie et le statut de Kirkouk sont dans l'impasse et, en avril 1974, Saddam Hussein remanie son gouvernement pour remplacer les cinq ministres kurdes par d'autres Kurdes plus dociles. Le 11 mars 1974, il publie une « loi d'autonomie » qui annule en fait les concessions promises aux Kurdes.

## Deuxième insurrection kurde irakienne (1974-1975)
La deuxième insurrection kurde irakienne oppose le PDK, soutenu par l'Iran du shah Mohammad Reza Pahlavi, au régime baasiste. Les insurgés kurdes, estimés entre 30 000 et 50 000 peshmergas et peut-être 50 000 hommes des milices locales, équipés de fusils et de lance-roquettes, affrontent une armée irakienne de 90 000 hommes avec 1 200 chars et 200 avions.
En février 1974, des tirs d'artillerie opposent les armées iranienne et irakienne le long de la frontière. En mars, après la publication de la « loi d'autonomie », le Kurdistan entre en insurrection et plusieurs garnisons irakiennes sont encerclées. D'avril à octobre 1974, l'armée irakienne lance une série d'offensives et prend Rowandouz, Akra et Dohuk, provoquant l'exode de la population kurde. Le 3 octobre, à l'issue d'une bataille coûteuse, l'armée prend d'assaut le mont Zorzek et s'empare de Nawperdan, siège du QG du général Barzani. Le même jour, un gouvernement et un parlement kurde composés de partisans du régime baasiste sont établis à Erbil.
La population civile, grossie par les réfugiés, connaît de graves difficultés de ravitaillement. Les peshmergas, mal approvisionnés par leurs alliés iraniens, ne peuvent protéger les accès routiers et doivent battre en retraite le long de la frontière. À partir d'octobre 1974, l'armée iranienne installe des batteries d'artillerie et de DCA pour défendre les lignes kurdes.
La guerre se termine avec les accords d'Alger (1975), signés le 6 mars 1975, par lesquels le shah retire son aide aux Kurdes en échange d'une délimitation de la frontière du Chatt-el-Arab. Les Kurdes n'obtiennent qu'une trêve de quelques jours, du 15 mars au 1er avril ; le général Barzani et les chefs militaires ordonnent de cesser le combat pour se réfugier en Iran. Des centaines de milliers de réfugiés franchissent la frontière.

## Troisième insurrection kurde irakienne (1976-1979)
La défaite de 1975 laisse les Kurdes profondément divisés. Moustafa Barzani reste en exil en Iran où il sera enterré après sa mort dans un hôpital américain le 1er mars 1979. Ses fils Idriss (en), resté en Iran, et Massoud, qui le représente en Syrie, dirigent ce qui reste du PDK. Dépendant de la protection du shah d'Iran puis de la république islamique d'Iran, le PDK barzaniste entretient des rapports tendus avec le Parti démocratique du Kurdistan d’Iran (PDKI) qui s'oppose aux régimes successifs de Téhéran.
Une fraction du PDK, ralliée au pouvoir de Bagdad autour de Hicham Akrawi, exerce un semblant de pouvoir dans la région autonome consentie par le régime,.
Une partie des Kurdes se rassemblent autour de Jalal Talabani, ancien lieutenant de Barzani. Celui-ci, exilé en Syrie et profitant de la rivalité qui oppose le régime baasiste de Damas à celui de Bagdad, fonde le 1er juin 1975 un Comité préparatoire qui deviendra l'Union patriotique du Kurdistan (UPK) ; une hostilité parfois violente l'oppose au PDK.
Enfin, un petit groupe, le Comité marxiste-léniniste (Komala) veut reprendre immédiatement la lutte armée. Le 1er juin 1976, quelques dizaines de combattants, venus de Syrie sous la conduite d'Ibrahim Azou, rentrent au Kurdistan irakien où ils sont rapidement détruits. Un autre groupe de l'UPK, mieux organisé, commandé par Ali Askari (en), parvient à établir une base de guérilla dans le sud-est du Kurdistan irakien ; en 1977, il rassemble un millier de peshmergas. Cette phase du conflit est désignée comme l'insurrection de l'UPK du fait du rôle moteur de ce parti.
Le 26 mai 1976, le congrès du PDK-Direction provisoire décide à son tour la reprise de la guérilla, animée par Massoud Barzani qui tire le premier coup de feu symbolique.
En août 1976, le président Saddam Hussein décide d'expulser toute la population kurde sur une bande de 20 km le long de la frontière iranienne, pour empêcher les infiltrations. En 1976-1977, bien que le régime s'obstine à nier l'état de guerre, des petits groupes d'insurgés sont partout présents dans les montagnes du Kurdistan.
À partir de la fin de 1977, le PDK accuse l'UPK de négocier secrètement avec Bagdad. Au printemps 1978, sur ordre de Jalal Talabani qui a pris le commandement militaire de son camp, trois « divisions » de peshmergas de l'UPK tentent de se déployer dans le nord-ouest du Kurdistan, région considérée comme la chasse gardée du PDK : des affrontements éclatent entre les deux mouvements, faisant plusieurs centaines de morts, dont Ali Askari. Une fraction de l'UPK, désapprouvant la ligne de Talabani, fait scission en 1979 autour de Rassoul Mahmand.
Le Parti communiste irakien entretient des rapports ambigus avec le mouvement national kurde : tantôt persécuté, tantôt associé au gouvernement baasiste, il maintient une partie de son appareil dans les zones insurgées du Kurdistan et, à partir de 1979, organise des maquis en pays kurde. Il constitue un front commun avec le PDK le 12 novembre 1980 et un autre, le 28 novembre 1980, avec l'UPK et la fraction dissidente pro-syrienne du Baas irakien. Entre 1980 et 1983, des affrontements intermittents opposent les communistes à l'un ou l'autre des mouvements kurdes. Le Parti communiste tente en vain une médiation entre les deux grands partis kurdes. La Libye de Mouammar Kadhafi tenta à son tour de rassembler dix-neuf formations en lutte en Irak autour d'une motion adoptée en commun à Tripoli, le 6 février 1983, à partir de deux maitres mots : abattre la dictature de Saddam Hussein et obtenir une véritable autonomie.
Ces luttes fratricides amènent la mise en veilleuse de l'insurrection kurde qui ne reprendra qu'en 1983.

## Quatrième insurrection kurde irakienne (1983-1986)
La quatrième insurrection éclate en 1983 pendant la guerre Iran-Irak. Le régime de Saddam Hussein la réprime violemment lors de l'opération Anfal qui cause la mort d'au moins 180 000 civils kurdes.

## Insurrection irakienne (1991) et autonomie de fait
Après la débâcle de l'armée irakienne dans la guerre du Golfe, en mars 1991, une grande partie de l'Irak se soulève contre le régime de Saddam Hussein. Le soulèvement des régions chiites dans le sud est écrasé, mais le soulèvement kurde du nord, malgré une répression brutale, arrive à établir une autonomie de fait dans une partie du Kurdistan qui bénéficie, à partir de mai 1991, d'un soutien de la coalition américaine.
Le 15 mai 1992, le Kurdistan autonome élit son parlement : 1,5 million d'électeurs se partagent à peu près également entre le PDK et l'UPK. Mais la rivalité entre ces deux partis débouche sur un cycle de violences, arrestations arbitraires, tortures et exécutions, opérées aussi bien par l'un que par l'autre. Bien que ces abus soient loin d'égaler les exactions massives commises par le régime baasiste pendant les années précédentes, ils sont assez graves pour déboucher sur une guerre civile entre les deux partis kurdes.

## Guerre civile kurde irakienne (1994-1997)
La guerre civile kurde oppose les deux grands partis kurdes, le PDK et l'UPK, et leurs forces respectives de peshmergas. L'UPK, qui contrôle Erbil, la capitale kurde, peut compter sur le soutien du PKK et de l'Iran. Le PDK, qui entend reprendre la ville, est soutenu par la Turquie et le PDKI, sa branche iranienne. Il est également amené à s'allier au régime de Saddam Hussein, quelques années seulement après le gazage de populations kurdes. L'armée irakienne joue ainsi un rôle décisif dans la reprise d'Erbil par les troupes de Massoud Barzani. Un cessez-le-feu est signé en septembre 1996 sous la pression de Washington, inquiète de voir l'armée irakienne reprendre pied dans le Kurdistan. Des escarmouches se poursuivent pendant près d'une année avant que le conflit ne reprenne de plus belle à l'automne 1997. Cependant, la perspective de nouveaux bombardements américains contre l'Irak, la menace d'une présence militaire turque permanente dans le nord, ainsi que la pression de Washington pour casser le lien entre le PDK et le régime de Saddam Hussein contribuent à la cessation d'un conflit qui aura fait près de 3 000 morts. Un compromis prévoit de permettre au PDK de gouverner le nord-ouest de la région autour d'Erbil tandis que l'UPK administre le sud-est autour d'As-Sulaymaniya.

## Guerre d'Irak et reconnaissance de l'autonomie (2003)
Au printemps 2003, une coalition dirigée par les États-Unis envahit l'Irak et renverse le régime de Saddam Hussein. Les Kurdes, alliés des Américains, aident à désarmer les forces du régime irakien jusqu'à Mossoul et Kirkouk lors de l'opération Liberté irakienne et à déloger le groupe djihadiste Ansar al-Islam lors de l'opération Viking Hammer. L'Autorité provisoire de la coalition reconnaît la constitution d'une région du Kurdistan même si elle reste à délimiter.